# Harîtonivka, Simferopol
Harîtonivka (în ucraineană Харитонівка) este un sat în comuna Novoandriivka din raionul Simferopol, Republica Autonomă Crimeea, Ucraina.

## Demografie
Componența lingvistică a localității Harîtonivka
     Rusă (62,31%)
     Ucraineană (19,76%)
     Tătară crimeeană (16,72%)
     Alte limbi (0,91%)
Conform recensământului din 2001, majoritatea populației localității Harîtonivka era vorbitoare de rusă (62,31%), existând în minoritate și vorbitori de ucraineană (19,76%) și tătară crimeeană (16,72%).